# Ceraclea variabilis
Ceraclea variabilis är en nattsländeart som först beskrevs av Martynov 1935.  Ceraclea variabilis ingår i släktet Ceraclea och familjen långhornssländor. Inga underarter finns listade i Catalogue of Life.